# 坂井仁香
坂井仁香（2001年7月25日—），日本歌手、模特兒、女演員。现為星塵傳播所屬藝人之一，曾擔任雜誌《Seventeen》的專屬模特兒。目前為偶像女團「超心動♡宣傳部」成員。

## 經歷
- 2014年9月6日～7日，參與少女劇団いとをかし（日语：少女劇団いとをかし）的第1回公演『その日の教室では』
- 2015年4月11日，成為超心動♡宣傳部的創始成員之一，代表色為紅色
- 2015年8月，成為《Seventeen》專屬模特兒

## 人物
- 興趣是新體操和看電視
- 擅長的料理是蛋包飯
- 有一個妹妹

## 外部連結
- 超心動♡宣傳部成員資料（页面存档备份，存于）
- 坂井仁香的Instagram帳戶